# Jacob De Geer
Jacob Louis De Geer, född 12 augusti 1975, är en svensk entreprenör och företagare. År 2010 grundade han betalningsföretaget Izettle och verkade som dess VD till och med 2021.

## Biografi

### Tidiga år
De Geer är son till bankmannen Carl De Geer och läraren Christina. Han är uppväxt på Stora Väsby slott som han tagit över driften av efter sina föräldrar. Han tillhör den adliga ätten De Geer och härstammar därigenom från Louis De Geer.
De Geer avlade examen vid Handelshögskolan i Stockholm 1999.

### Karriär
De Geer inledde sin karriär på Tradedoubler som dess första anställda. År 2007 grundade han filmtjänsten Ameibo tillsammans med Carl-Johan Grandinson. Vid sidan av detta grundade de även mediebyrån Tre Kronor tillsammans med Niclas Fröberg. Tillsammans med affärsmannen och riskkapitalisten Magnus Nilsson grundade han 2010 betalningsföretaget Izettle, en tillverkare av minichipkortläsare och mjukvara för mobila enheter. Han kom på idén till iZettle efter att hans före detta fru, en solglasögonimportör, förlorade affärer på en mässa efter att ha inte kunnat hantera kortbetalningar för kunder. Företaget köptes 2018 av Paypal för 19 miljarder kronor.  De Geer slutade under 2021 som VD för Izettle.

## Medverkan i media
De Geer medverkade under hösten 2021 som en av fem drakar i fjärde säsongen av SVT:s Draknästet.
Han var sommarvärd i P1 2022.

## Utmärkelser
- H.M. Konungens medalj i guld av 12:e storleken (Kong:sGM12 2021) för betydande insatser inom svenskt näringsliv[15]